# زرزور، جسر الشغور
زرزور (به عربی: زرزور) یک روستا در سوریه است که در استان ادلب واقع شده‌است. زرزور ۳٬۱۲۶ نفر جمعیت دارد.